# Манастир Речине
Манастир Речине је манастир Српске православне цркве и Манастир Пресвете Богородице Јерусалимске је новоосновани манастир у мјесту Речине код Колашина, који је изникао из манастира Св. Кирила и Методија у Ћириловцу код Колашина, трудом великог неимара архимандрита Јоила Булатовића.

## Садашњост
Новоосновани манастир Пресвете Богородице Јерусалимске у свом саставу има сљедећа здања:
Храм Пресвете Богородице Јерусалимске
Темељи храма посвећеног Пресветој Богородици, и то њеној Чудотворној икони Јерусалимској, освећени су 24. јула 2007. године. Трудом настојатеља манастира архимандрита Јоила Булатовића и градских власти Колашина, на челу са предсједником СО Колашин Милетом Булатовићем, темељи нове цркве су изливени на древном зборном мјесту овог краја. Дана 25. октобр 2008. године архиепископ цетињски и Митрополит црногорско-приморски Амфилохије освештао је новосаграђени храм посвећен Пресветој Богородици Јерусалимској и у њему служио Свету Службу Божију.

## Храм Преображења Господњег
Митрополит црногорско-приморски г. Амфилохије положио је 26. септембра 2003. камен темељац будућег храма Преображења Господњег на планини Кључ, једном од највиших врхова планине Бјеласице на висини од 2000 метара, и благословио да се то мјесто назива и Кључки Тавор, према гори на којој се преобразио Господ Исус Христос. Дана 20. августа 2005. године на Кључком Тавору митрополит црногорско-приморски Амфилохије, уз саслужење више архијереја наше помјесне Цркве и молитвено учешће великог броја вјерника из разних крајева Црне Горе, освештао је новосаграђену цркву Преображења Господњег, вјерну копију ловћенске цркве Светог Петра Цетињског коју су са Његошевом гробницом комунистичке власти 1972. године порушили и на њено мјесто саградили пагански маузолеј. Током Свете Литургије игуман Манастира Ћириловац отац Јоил, који је и ктитор новосаграђене цркве, по угледу на срушену цркву на Ловћену, произведен је у чин архимандрита.
Параклис посвећен Светом пророку Јоилу
У новооснованом мушком манастиру Пресвете Богородице Јерусалимске поред храма Пресвете Богородице Јерусалимске и храма Преображења Господњег на планини Кључки Тавор подигнут је и параклис посвећен Светом пророку Јоилу који је освећен 18. августа 2013. г.

## Конак
У непосредној близини храма Пресвете Богородице Јерусалимске налази се новосаграђени конак за братство манастира.